# Copa Intertoto de la UEFA 2004
La Copa Intertoto de la UEFA 2004 es la décima edición de este torneo de fútbol a nivel de clubes organizado por la UEFA y que contó con la participación de 61 equipos de todo el continente europeo, siendo la primera edición en la que aparecieron equipos de Andorra.
El torneo otorgó 3 plazas para la Copa de la UEFA 2004-05, las cuales las ganaron el Villarreal de España, el Lille de Francia, y el Schalke 04 de Alemania  .

## Primera Ronda
| Equipo 1                | Agr.     | Equipo 2            | Ida | Vuelta |
| ----------------------- | -------- | ------------------- | --- | ------ |
| NK Publikum             | 2–2 (v.) | FK Sloboda Tuzla    | 2–1 | 0–1    |
| Vllaznia                | 4–2      | Hapoel Beersheba    | 1–2 | 3–0    |
| Ethnikos Achna          | 2–10     | Vardar              | 1–5 | 1–5    |
| Hibernians              | 2–4      | Slaven Belupo       | 2–1 | 0–3    |
| UE Sant Julià           | 0–11     | Sartid Smederevo    | 0–8 | 0–3    |
| PFC Marek Dupnitsa      | 2–0      | Dila Gori           | 0–0 | 2–0    |
| Spartak Moscú           | 2–1      | Atlantas            | 2–0 | 0–1    |
| MFC Sopron              | 2–3      | Teplice             | 1–0 | 1–3    |
| Thun                    | 2–0      | Gloria Bistriţa     | 2–0 | 0–0    |
| MyPa                    | 3–4      | Tescoma Zlín        | 1–1 | 2–3    |
| SC Schwarz-Weiß Bregenz | 1–5      | Khazar Universiteti | 0–3 | 1–2    |
| Spartak Trnava          | (v.) 4–4 | Debreceni           | 3–0 | 1–4    |
| Odra Wodzisław          | 1–2      | Dinamo Minsk        | 1–0 | 0–2    |
| Teuta                   | 0–4      | ZTS Dubnica         | 0–0 | 0–4    |
| Gent                    | 3–1      | Fylkir              | 2–1 | 1–0    |
| Cork City               | 4–1      | Malmö               | 3–1 | 1–0    |
| Vėtra                   | 4–0      | Narva Trans         | 3–0 | 1–0    |
| Odense                  | 7–0      | Ballymena United    | 0–0 | 7–0    |
| CS Grevenmacher         | 1–1 (v.) | Tampere United      | 1–1 | 0–0    |
| Aberystwyth Town        | 0–4      | Dinaburg            | 0–0 | 0–4    |
| Esbjerg fB              | 7–1      | NSÍ                 | 3–1 | 4–0    |

## Segunda Ronda
| Equipo 1       | Agr.   | Equipo 2            | Ida | Vuelta     |
| -------------- | ------ | ------------------- | --- | ---------- |
| Westerlo       | 0–3    | Tescoma Zlín        | 0–0 | 0–3        |
| Hibernian      | 1–2    | Vėtra               | 1–1 | 0–1        |
| Genk           | 5–1    | Marek Dupnitsa      | 2–1 | 3–0        |
| Odense         | 0–5    | Villarreal          | 0–3 | 0–2        |
| Teplice        | 1–4    | Shinnik Yaroslavl   | 1–2 | 0–2        |
| ZTS Dubnica    | 1–7    | Slovan Liberec      | 1–2 | 0–5        |
| Wolfsburgo     | 3–7    | Thun                | 2–3 | 1–4        |
| OFK Beograd    | 5–1    | Dinaburg            | 3–1 | 2–0        |
| NEC Nijmegen   | 0–1    | Cork City           | 0–0 | 0–1        |
| Esbjerg fB     | 2–1    | Niza                | 1–0 | 1–1        |
| Spartak Moscú  | 5–1    | NK Kamen Ingrad     | 4–1 | 1–0        |
| Tampere United | 3–1    | Khazar Universiteti | 3–0 | 0–1        |
| Dinamo Minsk   | 4–3    | Sartid Smederevo    | 1–2 | 3–1 (pró.) |
| Spartak Trnava | 3–1    | Sloboda Tuzla       | 2–1 | 1–0        |
| Vardar         | (p)1–1 | Gent                | 1–0 | 0–1        |
| Slaven Belupo  | 2–1    | Vllaznia            | 2–0 | 0–1        |

## Tercera Ronda
| Equipo 1          | Agr.     | Equipo 2           | Ida | Vuelta     |
| ----------------- | -------- | ------------------ | --- | ---------- |
| Tescoma Zlín      | 4–4 (v.) | Atlético de Madrid | 2–4 | 2–0        |
| Nantes            | 4–2      | Cork City          | 3–1 | 1–1        |
| Genk              | (v.) 2–2 | Borussia Dortmund  | 0–1 | 2–1        |
| Thun              | 3–5      | Hamburgo           | 2–2 | 1–3        |
| Shinnik Yaroslavl | 2–6      | Leiria             | 1–4 | 1–2        |
| Schalke 04        | 7–1      | Vardar             | 5–0 | 2–1        |
| Slovan Liberec    | 2–1      | Roda JC            | 1–0 | 1–1 (pró.) |
| Lille             | 4–3      | Dinamo Minsk       | 2–1 | 2–2        |
| Slaven Belupo     | (v.) 2–2 | Spartak Trnava     | 0–0 | 2–2        |
| Tampere United    | 0–1      | OFK Beograd        | 0–0 | 0–1        |
| Villarreal        | 3–2      | Spartak Moscú      | 1–0 | 2–2        |
| Vėtra             | 1–5      | Esbjerg fB         | 1–1 | 0–4        |

## Semifinales
| Equipo 1       | Agr.     | Equipo 2           | Ida | Vuelta |
| -------------- | -------- | ------------------ | --- | ------ |
| Esbjerg fB     | 1–6      | Schalke 04         | 1–3 | 0–31   |
| OFK Beograd    | 1–5      | Atlético de Madrid | 1–3 | 0–2    |
| Genk           | 0–2      | Leiria             | 0–0 | 0–2    |
| Villarreal     | 2–0      | Hamburgo           | 1–0 | 1–0    |
| Lille          | 4–1      | Slaven Belupo      | 3–0 | 1–1    |
| Slovan Liberec | (v.) 2–2 | Nantes             | 1–0 | 1–2    |

1- El partido se jugó el 3 de agosto.

## Finales
| Equipo 1   | Agr.     | Equipo 2           | Ida | Vuelta     |
| ---------- | -------- | ------------------ | --- | ---------- |
| Lille      | 2–0      | Leiria             | 0–0 | 2–0 (pró.) |
| Schalke 04 | 3–1      | Slovan Liberec     | 2–1 | 1–0        |
| Villarreal | (p.) 2–2 | Atlético de Madrid | 2–0 | 0–2        |